# یهودیان در نیویورک
یهودیان در نیویورک تقریباً ۱۳ درصد از جمعیت این شهر را تشکیل می‌دهند، که جماعت یهودی این شهر را تبدیل به بزرگترین جماعت یهودی در جهان پس از اسراییل می‌کند به تاریخ ۲۰۱۴ میلادی ۱٬۱ میلیون یهودی در پنج بخش نیویورک و ۲ میلیون یهودی در مجموع در ایالت نیویورک زندگی می‌کرده‌اند. یهودیان از زمان نخستین سکونتگاه هلندی نیو آمستردام در سال ۱۶۵۴ به نیویورک مهاجرت کرده‌اند و شاخص‌ترین دوره مهاجرت آنان در انتهای قرن نوزدهم و ابتدای قرن بیستم بوده که جمعیت یهودی از ۸۰٬۰۰۰ در سال ۱۸۸۰ به ۱٬۵ میلیون در سال ۱۹۲۰ رسید. جمعیت یهودی بزرگ اثر شایان توجهی بر فرهنگ نیویورک داشته‌است. جمعیت یهودی نیویورک پس از دهه‌ها افول، به خاطر نرخ تولد بالای جوامع حسیدی و ارتدکس در سده بیست و یکم بسیار افزایش داشته‌است.